# Битаева, Алиман
Алиман Битаева (1922, аул Кумжота, Аулиеатинский уезд, Сырдарьинская область, Туркестанская АССР — неизвестно, аул Кумжота, Свердловский район, Джамбулская область, Казахская ССР) — звеньевая колхоза «Кум-жота» Свердловского района Джамбулской области, Казахская ССР. Герой Социалистического Труда (1949).

## Биография
Родилась в 1922 году в крестьянской семье в ауле Кумжота Аулиеатинского уезда. В раннем возрасте осиротела. Воспитывалась родственниками. Окончила местную начальную школу. С 1939 года — колхозница колхоза «Кум-жота» (в 1942—1943 годах — колхоз «Новая жизнь», с 1950 года — колхоз имени Сталина, позднее — совхоз «Кум-жота», с 1961 года — совхоз «Ровненский») Свердловского района. Председателем колхоза с 1937 года был Ян Чун Сик. В послевоенное время — звеньевая комсомольско-молодёжного овощеводческого звена в этом же колхозе.
В 1948 году звено под её руководством собрало в среднем с каждого гектара по 502,3 центнера картофеля с площади 3 гектара. Указом Президиума Верховного Совета СССР от 20 мая 1949 года удостоена звания Героя Социалистического Труда за «получение высоких урожаев пшеницы, риса, сахарной свеклы и картофеля в 1948 году» с вручением ордена Ленина и золотой медали «Серп и Молот» (№ 3704).
Этим же указом званием Героя Социалистического Труда была награждена труженица колхоза «Кум-жота» звеньевая Минтай Айтжанова.
Продолжала показывать высокие трудовые достижения. За выдающиеся трудовые достижения по итогам работы в 1949 году, когда её звено собрало в среднем по 390 центнеров картофеля с каждого гектара, была награждена Орденом Трудового Красного Знамени.
Трудилась в совхозе «Кум-жота» до 1960 года, когда перешла на другое место работы.
После выхода на пенсию проживала в родном ауле Кумжота Свердловского района. Дата смерти не установлена.
Награды
- Герой Социалистического Труда
- Орден Ленина
- Орден Трудового Красного Знамени (15.06.1950).